# Campeonato Europeo de Baloncesto Femenino Sub-16
El Campeonato Europeo Sub-16 femenino de la FIBA, es una competición anual de baloncesto, de selecciones nacionales femeninas de categoría sub-16 de Europa. Está organizada por FIBA Europa y se disputa desde 1976. Finlandia es la actual campeona.

## Equipos participantes
Esta competición está compuesta por las siguientes selecciones:
- Alemania
- Bélgica
- Croacia
- Eslovenia
- España
- Finlandia
- Francia
- Gran Bretaña
- Hungría
- Israel
- Italia
- Letonia
- Polonia
- República Checa
- Rumania
- Serbia

## Ediciones
| Año  | Sede                                     | Partido por la medalla de oro         | Partido por la medalla de oro         | Partido por la medalla de oro         | Partido por la medalla de bronce      | Partido por la medalla de bronce      | Partido por la medalla de bronce      |
| Año  | Sede                                     | Oro                                   | Resultado                             | Plata                                 | Bronce                                | Resultado                             | 4.ª plaza                             |
| ---- | ---------------------------------------- | ------------------------------------- | ------------------------------------- | ------------------------------------- | ------------------------------------- | ------------------------------------- | ------------------------------------- |
| 1976 | Polonia (Szczecin)                       | Unión Soviética                       | Liga                                  | Hungría                               | Bulgaria                              | Liga                                  | Checoslovaquia                        |
| 1978 | España (Cuenca)                          | Unión Soviética                       | 77 - 62                               | Italia                                | Bulgaria                              | 107 - 84                              | Rumania                               |
| 1980 | Hungría (Zalaegerszeg / Pécs)            | Unión Soviética                       | Liga                                  | Italia                                | Bulgaria                              | Liga                                  | Rumania                               |
| 1982 | Finlandia (Forssa /Uusikaupunki)         | Unión Soviética                       | 66 - 65                               | Yugoslavia                            | Italia                                | 70 - 68                               | Bulgaria                              |
| 1984 | Italia (Perugia / Marsciano)             | Unión Soviética                       | 72 - 67                               | Bulgaria                              | Italia                                | 69 - 66                               | Países Bajos                          |
| 1985 | Yugoslavia (Tuzla)                       | Unión Soviética                       | 78 - 55                               | Italia                                | Yugoslavia                            | 53 - 50                               | Hungría                               |
| 1987 | Polonia (Gorzów Wielkopolski)            | Unión Soviética                       | 83 - 58                               | Checoslovaquia                        | Yugoslavia                            | 89 - 72                               | Bulgaria                              |
| 1989 | Rumania (Timisoara)                      | República Checa                       | 58 - 57                               | Rumania                               | Unión Soviética                       | 95 - 66                               | España                                |
| 1991 | Portugal (Estarreja / Travassô / Anadia) | Unión Soviética                       | 84 - 75                               | Yugoslavia                            | Italia                                | 79 - 72                               | Hungría                               |
| 1993 | Eslovaquia (Poprad)                      | Rusia                                 | 66 - 65                               | España                                | Italia                                | 65 - 60                               | Eslovaquia                            |
| 1995 | Polonia (Władysławowo)                   | Rusia                                 | 75 - 62                               | Italia                                | Bélgica                               | 73 - 72                               | España                                |
| 1997 | Hungría (Sopron)                         | Rusia                                 | 69 - 60                               | República Checa                       | Francia                               | 66 - 62                               | Bielorrusia                           |
| 1999 | Rumania (Tulcea)                         | España                                | 66 - 58                               | Yugoslavia                            | Francia                               | 57 - 50                               | Rusia                                 |
| 2001 | Bulgaria (Veliko Tarnovo)                | Francia                               | 68 - 66                               | Rusia                                 | Croacia                               | 80 - 67                               | República Checa                       |
| 2003 | Turquía (Nevşehir)                       | Serbia y Montenegro                   | 73 - 61                               | Bielorrusia                           | Ucrania                               | 89 - 67                               | España                                |
| 2004 | Italia (Asti / Biella / Novara / Cuneo)  | España                                | 58 - 52                               | Serbia y Montenegro                   | Rusia                                 | 74 - 57                               | Bielorrusia                           |
| 2005 | Polonia (Poznań)                         | España                                | 74 - 65                               | Francia                               | Polonia                               | 60 - 55                               | Turquía                               |
| 2006 | Eslovaquia (Košice)                      | España                                | 80 - 78                               | República Checa                       | Lituania                              | 84 - 72                               | Serbia y Montenegro                   |
| 2007 | Letonia (Valmiera)                       | Francia                               | 60 - 57                               | España                                | República Checa                       | 65 - 62                               | Serbia                                |
| 2008 | Polonia (Katowice)                       | España                                | 71 - 59                               | Italia                                | Francia                               | 73 - 44                               | Rusia                                 |
| 2009 | Italia (Nápoles)                         | España                                | 57 - 53                               | Bélgica                               | Francia                               | 75 - 46                               | Rusia                                 |
| 2010 | Grecia (Kozani / Ptolemaida)             | Rusia                                 | 71 - 53                               | Croacia                               | Francia                               | 50 - 43                               | Serbia                                |
| 2011 | Italia (Cagliari)                        | España                                | 67 - 43                               | Bélgica                               | Italia                                | 82 - 48                               | Turquía                               |
| 2012 | Hungría (Miskolc)                        | España                                | 70 - 49                               | Italia                                | Rusia                                 | 53- 41                                | Bélgica                               |
| 2013 | Bulgaria (Varna)                         | España                                | 54 - 49                               | República Checa                       | Hungría                               | 62 - 55                               | Italia                                |
| 2014 | Hungría (Debrecen)                       | Rusia                                 | 72 - 47                               | República Checa                       | España                                | 61 - 49                               | Francia                               |
| 2015 | Portugal (Matosinhos)                    | República Checa                       | 79 - 55                               | Portugal                              | Italia                                | 70 - 54                               | España                                |
| 2016 | Italia (Udine)                           | España                                | 64 - 48                               | Alemania                              | Francia                               | 68 - 50                               | Italia                                |
| 2017 | Francia (Bourges)                        | Francia                               | 63 - 55                               | Hungría                               | Italia                                | 48 - 42                               | Letonia                               |
| 2018 | Lituania (Kaunas)                        | Italia                                | 60 - 52                               | República Checa                       | España                                | 64 - 47                               | Turquía                               |
| 2019 | Macedonia del Norte (Skopie)             | Rusia                                 | 73 - 66                               | Lituania                              | España                                | 72 - 57                               | Francia                               |
| 2020 | Portugal (Matosinhos)                    | Cancelado por la pandemia de COVID-19 | Cancelado por la pandemia de COVID-19 | Cancelado por la pandemia de COVID-19 | Cancelado por la pandemia de COVID-19 | Cancelado por la pandemia de COVID-19 | Cancelado por la pandemia de COVID-19 |
| 2021 | Portugal (Matosinhos)                    | Cancelado por la pandemia de COVID-19 | Cancelado por la pandemia de COVID-19 | Cancelado por la pandemia de COVID-19 | Cancelado por la pandemia de COVID-19 | Cancelado por la pandemia de COVID-19 | Cancelado por la pandemia de COVID-19 |
| 2022 | Portugal (Matosinhos)                    | Francia                               | 65 - 61                               | España                                | Croacia                               | 72 - 58                               | Portugal                              |
| 2023 | Turquía (Izmir)                          | Francia                               | 67 - 63                               | España                                | Italia                                | 59 - 58                               | Finlandia                             |
| 2024 | Hungría (Miskolc)                        | Finlandia                             | 49 - 47                               | Francia                               | España                                | 80 - 38                               | Italia                                |
| 2025 | Rumania (Pitești)                        |                                       | –                                     |                                       |                                       | –                                     |                                       |

## Medallero
- Actualizado hasta Hungría 2024

| Núm. | País             | Oro | Plata | Bronce | Total |
| ---- | ---------------- | --- | ----- | ------ | ----- |
| 1    | España           | 10  | 4     | 4      | 18    |
| 2    | Unión Soviética† | 8   | 0     | 1      | 9     |
| 3    | Rusia            | 6   | 1     | 2      | 9     |
| 4    | Francia          | 5   | 2     | 6      | 13    |
| 5    | Italia           | 1   | 6     | 9      | 16    |
| 6    | República Checa  | 1   | 5     | 1      | 7     |
| 7    | Serbia           | 1   | 2     | 0      | 3     |
| 8    | Checoslovaquia†  | 1   | 1     | 0      | 2     |
| 9    | Finlandia        | 1   | 0     | 0      | 1     |
| 10   | Yugoslavia†      | 0   | 2     | 2      | 4     |
| 11   | Bélgica          | 0   | 2     | 1      | 3     |
| 12   | Hungría          | 0   | 2     | 0      | 2     |
| 13   | Bulgaria         | 0   | 1     | 3      | 4     |
| 14   | Croacia          | 0   | 1     | 2      | 3     |
| 15   | Bielorrusia      | 0   | 1     | 1      | 2     |
| 16   | Rumanía          | 0   | 1     | 0      | 1     |
| 17   | Portugal         | 0   | 1     | 0      | 1     |
| 18   | Alemania         | 0   | 1     | 0      | 1     |
| 19   | Lituania         | 0   | 1     | 0      | 1     |
| 20   | Ucrania          | 0   | 0     | 1      | 1     |
| 21   | Polonia          | 0   | 0     | 1      | 1     |
| 22   | Lituania         | 0   | 0     | 1      | 1     |